# ماكسيم مونفورت
ماكسيم مونفورت (بالفرنسية: Maxime Monfort)‏ ولد بتاريخ 14 يناير 1983، هو دراج بلجيكي في صنف سباق الدراجات على الطريق. شارك في دورة الألعاب الأولمبية الصيفية.

## سجل النتائج

### سباقات أو مراحل فاز بها
- طواف إسبانيا

## وصلات خارجية
- الموقع الرسمي

## روابط خارجية
- ماكسيم مونفورت على موقع الاتحاد الدولي للدراجات (الإنجليزية)
- ماكسيم مونفورت على موقع أرشيف الدراجات (الإنجليزية)
- ماكسيم مونفورت على موقع إحصائيات الدراجات الإحترافية (الإنجليزية)
- ماكسيم مونفورت على موقع نسبة الدراجات (الإنجليزية)
- ماكسيم مونفورت على موقع أوليمبيديا (الإنجليزية)